# Македонский референдум по независимости (1991)
Македонский референдум по независимости (макед. Македонски референдумот за независност) прошёл 8 сентября 1991 года для одобрения объявления Македонией независимости от Социалистической Федеративной Республики Югославия. На нём был задан вопрос:

Вы за суверенное и независимое государство Македония, с правом заключения союза суверенных югославских государств?
Оригинальный текст (макед.)Дали сте за суверена и независна држава Македонија, со право на влез во иден сојуз на суверени држави на Југославија?

За независимость высказалось подавляющее число избирателей (96,4 %) при явке 76 %.
Досрочное голосование проводилось в США, Канаде и Австралии, где проживали крупные национальные диаспоры. Все политические лидеры Македонии призывали к голосованию. Тем не менее, албанское население бойкотировало референдум, рассматривая себя угнетённым меньшинством.

## Результаты
Уже вечером в день голосования 8 сентября 1991 года в столице Македонии Скопье на площади Иосип Броз Тито (сейчас площадь Македонии) председатель избирательной комиссии референдума объявил первые результаты по которым Македония проголосовала за независимость. Президент Киро Глигоров выступил с поздравлением граждан и гражданок свободной, суверенной и независимой Македонии.